# Mambwene Mana
Mambwene Mana (né le 10 octobre 1947 à l'époque au Congo belge, aujourd'hui en République démocratique du Congo) est un joueur de football international congolais (RDC), qui évoluait au poste de milieu de terrain.

## Biographie

### Carrière en sélection
Avec l'équipe du Zaïre, il joue 10 matchs dans les compétitions organisées par la FIFA, pour aucun but inscrit, en 1974.
Il figure dans le groupe des sélectionnés lors de la Coupe du monde de 1974. Lors du mondial organisé en Allemagne, il joue trois matchs : contre l'Écosse, la Yougoslavie et le Brésil.
ll participe également à la Coupe d'Afrique des nations de 1974 remportée par son équipe.

## Palmarès
Zaïre
- Coupe d'Afrique des nations (1) :
  - Vainqueur : 1974.